# Barranc de Vinebre
El Barranc de Vinebre és un corrent fluvial del Ribera d'Ebre.